# Goldstirn-Zwergspecht
Der Goldstirn-Zwergspecht (Picumnus aurifrons) ist eine Vogelart  aus der Gattung der Zwergspechte (Picumnus) aus der Familie der Spechte (Picidae).

Verbreitungsgebiet des Goldstirn-Zwergspechtes

Der Vogel kommt in Bolivien, Brasilien, Kolumbien und Peru vor.

## Lebensraum
Der Lebensraum umfasst feuchte Waldgebiete einschließlich Terra Firme und Várzea, gelegentlich im angrenzenden Sekundärwald, im Tiefland bis 1250 m hauptsächlich südlich des Amazonas und östlich des Río Ucayali, aber auch westlich im Tal des Urubamba. Waldränder und Lichtungen werden bevorzugt.
Der Artzusatz kommt von lateinisch aurum ‚Gold‘ und lateinisch frons ‚Stirn‘.

## Merkmale
Die Art ist 7–9 cm groß, wiegt 8–10 g. Das Gefieder ist gelblich-grün mit quer gebänderter Brust und längs gestreifter Unterseite. Die Stirn des Männchens ist orange-gelb gefleckt, der Scheitel schwarz mit weißen Punkten, die Zügel sind bräunlich, Wangen und Ohrdecken sind grau-braun mit weißlicher Hinteraugenlinie. Das Kinn ist weißlich, die Kehle seitlich angedeutet dunkel gebändert.
Die Oberseite ist olivgrün, die Flügeldecken sind bräunlich, die Schirmfedern weisen blass-grünliche Spitzen auf. Die übrigen Schwingenfedern sind bräunlich-schwarz mit grünlich-gelben Rändern. Die Schwanzoberseite ist schwarz, das zentrale Federpaar ist gelblich-weiß auf der Innenseite, die beiden äußeren Schwanzfedern haben eine weißlichen Subterminalfleck. Die Unterseite ist blass gelblich-weiß, an der Brust braun gebändert, an den Seiten breit braun gestreift, die Unterflügeldecken sind gelblich. Der Schnabel ist kurz und grau bis blaugrau, die Iris braun, die Orbitalhaut und die Beine sind grau. Beim Weibchen ist die Stirn weiß und nicht gelb.
Der Vogel ähnelt dem Lafresnaye-Zwergspecht (Picumnus lafresnayi), unterscheidet sich aber durch gelbe Stirnstreifen und gestreifte Unterseite. Die Lebensräume überlappen sich so gut wie nicht.

## Geografische Variation
Es werden folgende Unterarten anerkannt:
- P. a. aurifrons (Pelzeln, 1870), Nominatform – Norden von Mato Grosso in Brasilien (vom oberen Rio Madeira bis Rio Tapajós)
- P. a. transfasciatus (Hellmayr & Gyldenstolpe, 1937), – Ost- und Zentralbrasilien (Rio Tapajós bis Rio Tocantins)
- P. a. borbae (Pelzeln, 1870), – Zentralbrasilien (unterer Rio Tapajós bis unterer Rio Madeira)
- P. a. wallacii (Hargitt, 1889), – Brasilien (unterer Rio Madeira bis unterer Rio Purus)
- P. a. purusianus (Todd, 1946), – Westen Brasiliens (oberer Rio Purus)
- P. a. flavifrons (Hargitt, 1889), – Nordosten Perus und Westbrasilien (entlang des Rio Amazonas)
- P. a. juruanus (Gyldenstolpe, 1941), – Peru bis Westbrasilien (oberer Rio Juruá)

## Stimme
Der Gesang des Männchens wird als langsam abfallende Folge von hohen Tönen von gleicher Frequenz beschrieben, meist 3 "seeep seeep seep". Der Ruf ist sehr ähnlich dem des Orangestirn-Bündelnisters (Metopothrix aurantiaca). Der Gesang wird auch als „tsirrrit-tsit-tsit“ beschrieben ähnlich dem eines Kolibris.

## Lebensweise
Die Nahrung besteht vermutlich aus Insekten.
Die Brutzeit liegt vermutlich zwischen Juni und November. Weiteres ist nicht bekannt.

## Gefährdungssituation
Der Bestand gilt als „nicht gefährdet“ (least Concern).